# 16013 Шмідґалль
16013 Шмідґалль (16013 Schmidgall) — астероїд головного поясу, відкритий 10 лютого 1999 року.
Тіссеранів параметр щодо Юпітера — 3,592.